# Iraanse Volksmoedjahedien
De Iraanse Volksmoedjahedien (Perzisch: سازمان مجاهدين خلق ايران; Mojahedin-e Chalgh (Engels ook Khalq); kortweg MEK of MKO, Engels: People's Mojahedin Organization of Iran; PMOI) is een Iraanse verzetsbeweging die tot doel heeft het bewind in Iran omver te werpen. De MEK werd in 1965, door een groep intellectuelen onder leiding van M. Hanifnejad, opgericht om het bewind van sjah Mohammed Reza Pahlavi omver te werpen. Deze oorspronkelijk marxistisch-islamitisch revolutionaire terroristische groepering die eerst tegen het bewind van de sjah streed, bond na de Islamitische Revolutie de strijd aan met het regime van Khomeini.
Als gevolg van de repressie die daarop volgde, is het kader van de MEK ondergronds gegaan en naar het buitenland gevlucht. De MEK heeft de gewapende strijd voortgezet vanuit Irak. In die periode werd het Nationale Bevrijdingsleger van Iran (NLA), de gewapende tak van de MEK, opgericht. Deze werd ondergebracht in kazernes, en door Saddam Hoessein uitgerust met zware wapens en militair getraind. Na de val van Saddam Hoessein werd het leger ontwapend en onder toezicht gesteld. In Ashraf, de thuisbasis van de MEK in Irak, bevinden zich nog steeds duizenden leden.
Iran, maar ook onafhankelijke deskundigen, classificeert de MEK als een terroristische cultus rond de leider Maryam Rajavi, die in ballingschap in Parijs verblijft. De leiders van de MEK worden niet democratisch gekozen, en van de leden wordt totale gehoorzaamheid verwacht. Toen Rajavi met 164 van haar volgelingen in 2003 werd gearresteerd, staken MEK-leden zichzelf in diverse Europese steden in brand. Na de vrijlating van de groep enkele weken later werden de protesten beëindigd. In 2005 bracht Human Rights Watch (HWR) een onderzoeksrapport uit over de MEK waarin de MEK beschuldigd werd van ernstige mensenrechtenschendingen ten opzichte van uitgetreden MEK-leden. Onder druk van de belangengroepering Friends Of a Free Iran (FOFI) in het Europees parlement deed Human Rights Watch het onderzoek opnieuw, maar de conclusie bleef dezelfde. Het Europees parlement stuurde een twaalfkoppig onderzoeksteam dat alle 'bewijzen' weerlegde en Human Rights Watch op de vingers tikte.
De MEK en de Nationale Raad van Verzet van Iran (NVRI) beweren in 2002 en 2008 de Verenigde Staten inlichtingen te hebben gegeven over het nucleaire programma van Iran.

## Terroristische groepering of verzetsorganisatie
De MEK heeft het geweld in 2001  afgezworen en werd in 2003 door de Amerikanen ontwapend. Momenteel is het de belangrijkste organisatie in de NVRI, een overkoepelende coalitie die zichzelf "parlement in ballingschap" noemt en zich inspant voor een "een democratische, seculiere en coalitieregering in Iran".
Er bestaat geen controverse meer rond de vraag of de NVRI niet slechts een dekmantel voor de MEK is, en of de NVRI bij terrorisme betrokken is dan wel naar eigen zeggen "een legitieme dissidente organisatie" is die "strijdt voor democratie in Iran". Naast Iran hebben onder meer Canada en Irak en eerder de Verenigde Staten, de MEK geregistreerd als terroristische organisatie. Maar dat is al in 2005 weerlegd en tegenwoordig wordt de MEK niet als een terroristische organisatie beschouwd. Het Europees Gerechtshof sprak op 12 december 2006 uit dat de MEK onterecht en onwettig op de lijst van terroristische organisaties van de Europese Unie stond. Het Gerechtshof riep de Raad van Ministers van Europa op om de MEK van de lijst te schrappen. Op 23 oktober 2008 besliste het Gerechtshof in Luxemburg dat de tegoeden van de MEK onterecht bevroren waren. De Europese Unie heeft de MEK op 26 januari 2009 na een langdurige en uitgebreide lobby in Brussel verwijderd van haar lijst van terroristische organisaties.
In 2001 werd de MEK door de Britse regering op de terreurlijst geplaatst. Op 30 november 2007 verklaarde een Britse Rechtbank (POAC) echter dat de MEK geen verband heeft met terroristische activiteiten, en onterecht op de zwarte lijst was geplaatst. De rechtbank concludeerde dat de MEK door onwettige procedures op de terreurlijst terecht was gekomen, en ging zelfs zo ver dat te noemen. Op 7 mei 2008 bepaalde het Britse Hof van Beroep dat de Britse regering de groepering van haar lijst van terroristische organisaties moest verwijderen. Het Britse parlement heeft de MEK op 23 juni 2008 uiteindelijk formeel van de lijst met terreurorganisaties laten verwijderen.
In januari 2009 verwijderde de Raad van de Europese Unie de groepering van haar lijst van terroristische organisaties ingevolge een beslissing van 2008 van het Hof van Justitie van de Europese Unie in Luxemburg.
In september 2012 besloot ook de Amerikaanse regering om de MEK te schrappen van de lijst van terreurorganisaties. De MEK-leiding kan sindsdien weer bij haar banktegoeden en kan zich vrijelijk bewegen binnen de VS.

## Nederland
Het in Iran geboren voormalige parlementslid voor GroenLinks Farah Karimi, huidig algemeen directeur van de ontwikkelingssamenwerkingsorganisatie Oxfam Novib, sloot zich in 1980 aan bij de MEK. In 1983 vluchtte ze via Irak naar Duitsland, en tussen 1985 en 1986 werkte ze in Parijs voor de MEK. In 1986 brak ze definitief met de organisatie. In haar boek Het geheim van het vuur (2005) schrijft Karimi uitvoerig over haar politieke bewustwording in haar jeugd in Iran, en over haar ervaringen met de MEK.
Het comité Dutch Group Friends of a Free Iran is een onderdeel van de belangengroepering Friends Of a Free Iran (FOFI) in het Europees parlement, en heeft banden met de MEK. Het vraagt in Nederland en internationaal aandacht voor de Iraanse oppositie en de schendingen van mensenrechten in Iran. Voorzitter van het Nederlandse comité is econoom en voormalig CDA-parlementariër Henk de Haan.